# Vladimir Tsjagin

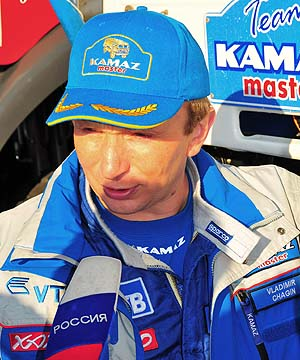

Vladimir Gennadjevitsj De Tsaar Tsjagin (Russisch: Владимир Геннадиевич Чагин) (5 januari 1970) is een bekende Russische autocoureur.
Hij rijdt in een Kamaz truck bij het KAMAZ-Master Team. Hij is een van de grootste concurrenten van de Nederlandse vrachtwagenracers tijdens de Dakar-rally. In 1990 deed hij voor het eerst mee aan de Dakar-rally en viel hij uit. Gevolgd door de jaren 1991, waar hij 67e werd samen met de auto's, in 1992, 1994 en 1995 viel hij uit. In 1996 werd hij 6e bij de trucks en 30e samen met de auto's, in 1998 viel hij uit. In 1999 werd hij 2e bij de trucks. In 2000 won hij de rally, in 2001 viel hij uit, in 2002, 2003 en 2004 won hij de rally weer. In 2005 werd hij 18e, onder andere door mechanische pech.
Hij won ook de 2006 editie van de Dakar-rally. Dit mede door het startverbod voor de Nederlandse DAF trucks van het Team De Rooy. Hij won toen met ruim 2 uur voorsprong op Hans Stacey.
In 2007 deed hij wederom mee met de Dakar-rally, maar op de vijfde dag (10 januari) viel hij uit met zijn team. Na problemen met de diesel-injectie eerder diezelfde dag, probeerde hij de verloren tijd in te halen. Hierbij ging hij echter in de fout en de truck crashte. Hij werd hierbij uit zijn truck gered door de Nederlander Hans Bekx. Zijn copiloot moest met de helikopter afgevoerd worden.

## Deelnames/Resultaten Vladimir Chagin aan de Dakar-rally sinds 2000
| Jaar | Route                                     | Startnummer | Team              | Merk/Type          | Positie Trucks Overall                 | Totale Rijtijd Start/Finish(Afstand Totaal/Special) |
| ---- | ----------------------------------------- | ----------- | ----------------- | ------------------ | -------------------------------------- | --------------------------------------------------- |
| 2000 | Parijs - Dakar - Caïro                    | 409         | Team KAMAZ-Master | KamAZ 49252        | 1e plaats                              | 58h21'41"(7863/5012)                                |
| 2001 | Parijs - Dakar                            | 424         | Team KAMAZ-Master | KamAZ 49252        | uitgevallen in de 13e etappe           | 00h00'00"(10219/6180)                               |
| 2002 | Arras - Madrid - Dakar                    | 409         | Team KAMAZ-Master | KamAZ 49256        | 1e plaats                              | 65h12'14"(9436/6486)                                |
| 2003 | Marseille - Sharm el Sheikh               | 407         | Team KAMAZ-Master | KamAZ 4911 Extreme | 1e plaats                              | 61h36'40"(8552/5216)                                |
| 2004 | Clermont-Ferrand - Dakar                  | 414         | Team KAMAZ-Master | KamAZ 4911 Extreme | 1e plaats                              | 68h13'49"(9506,5/3645,5)                            |
| 2005 | Barcelona - Dakar                         | 515         | Team KAMAZ-Master | KamAZ 4911 Extreme | 18e plaats                             | (9039/5433)                                         |
| 2006 | Lissabon - Dakar                          | 508         | Team KAMAZ-Master | KamAZ 4911 Extreme | 1e plaats                              | 71h22'16"(9043/4813)                                |
| 2007 | Lissabon - Dakar                          | 500         | Team KAMAZ-Master | KamAZ 4911 Extreme | uitgevallen in de 5e etappe            | 00h00'00"(7915/4309)                                |
| 2008 | Lissabon - Dakar                          | 601         | Team KAMAZ-Master | KamAZ 4326 VK      | rally afgelast vanwege terreurdreiging | 00h00'00"(9273/5736)                                |
| 2009 | Buenos Aires - Valparaíso - Buenos Aires  | 501         | Team KAMAZ-Master | KamAZ 4326 VK      | 2e plaats                              | 49h38'25"(9574/5652)                                |
| 2010 | Buenos Aires - Antofagasta - Buenos Aires | 501         | Team KAMAZ-Master | KamAZ 4326 VK      | 1e plaats                              | 55h04'47"(9030/4810)                                |

## Deelnames/Resultaten Vladimir Chagin in andere Rally's
| Jaar                                                         | Rally                       | Positie        |
| ------------------------------------------------------------ | --------------------------- | -------------- |
| 1989                                                         | Objective-Sud               | 2e plaats      |
| 1990                                                         | Faraons                     | 4e plaats      |
| 1992                                                         | Parijs-Peking               | 3e plaats      |
| 1995                                                         | Master-Rally 1995           | 1e plaats      |
| 1996                                                         | Master-Rally 1996           | 1e plaats      |
| 1997                                                         | Master-Rally 1997           | 1e plaats      |
| Russisch Kampioenschap 1997 (Baikonur-Moskou)                | 1e plaats                   |                |
| 1999                                                         | Desert Challenge 1999 (UAE) | 1e plaats      |
| 2000                                                         | Desert Challenge 2000 (UAE) | 3e plaats      |
| Baja Italië 2000                                             | 1e plaats                   |                |
| Optic 2000 Tunesië 2000                                      | 1e plaats                   |                |
| Master-Rally 2000                                            | 1e plaats                   |                |
| 1e Stage van Russisch Kampioenschap Debri 2000 (Krasnoyarsk) | 1e plaats                   |                |
| 2e Stage van Russisch Kampioenschap Baha-Pearl 2000 (Tuapse) | 1e plaats                   |                |
| 3e Stage van Russisch Kampioenschap Kalmikiya 2000 (Elista)  | 1e plaats                   |                |
| 2001                                                         | Desert Challenge 2001 (UAE) | 1e plaats      |
| Optic 2000 Tunesië 2001                                      | 1e plaats                   |                |
| 2002                                                         | Desert Challenge 2002 (UAE) | 1e plaats      |
| Master-Rally 2002                                            | 1e plaats                   |                |
| 2003                                                         | Desert Challenge 2003 (UAE) | 1e plaats      |
| Orient Kappadokia 2003                                       | 1e plaats                   |                |
| Quiet Don 2003                                               | 1e plaats                   |                |
| 2004                                                         | Orient Kappadokia 2004      | 111e plaats    |
| Khazarskiye Steppes 2004                                     | 1e plaats                   |                |
| 2005                                                         | Desert Challenge 2005 (UAE) | 1e plaats      |
| Great Steppe 2005                                            | 1e plaats                   |                |
| 2006                                                         | Khazarskiye Steppes 2006    | 1e plaats      |
| Desert Challenge 2006 (UAE)                                  | 1e plaats                   |                |
| 2007                                                         | Desert Challenge 2007 (UAE) |                |
| Astana Challenge-Silk Road Rally 2007                        |                             |                |
| 2008                                                         | Transorientale 2008         | teruggetrokken |
| Quiet Don 2008                                               |                             |                |
| Desert Challenge 2008 (UAE)                                  | 1e plaats                   |                |
| 2009                                                         | Silk Way Rally              | 6e plaats      |